# Eucalyptus platypus
Eucalyptus platypus är en myrtenväxtart som beskrevs av William Jackson Hooker. Eucalyptus platypus ingår i släktet Eucalyptus och familjen myrtenväxter. Inga underarter finns listade i Catalogue of Life.

## Bildgalleri

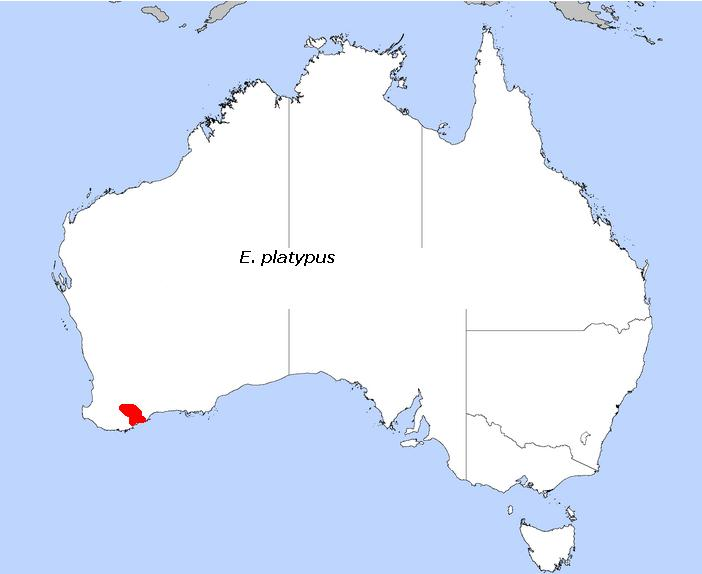
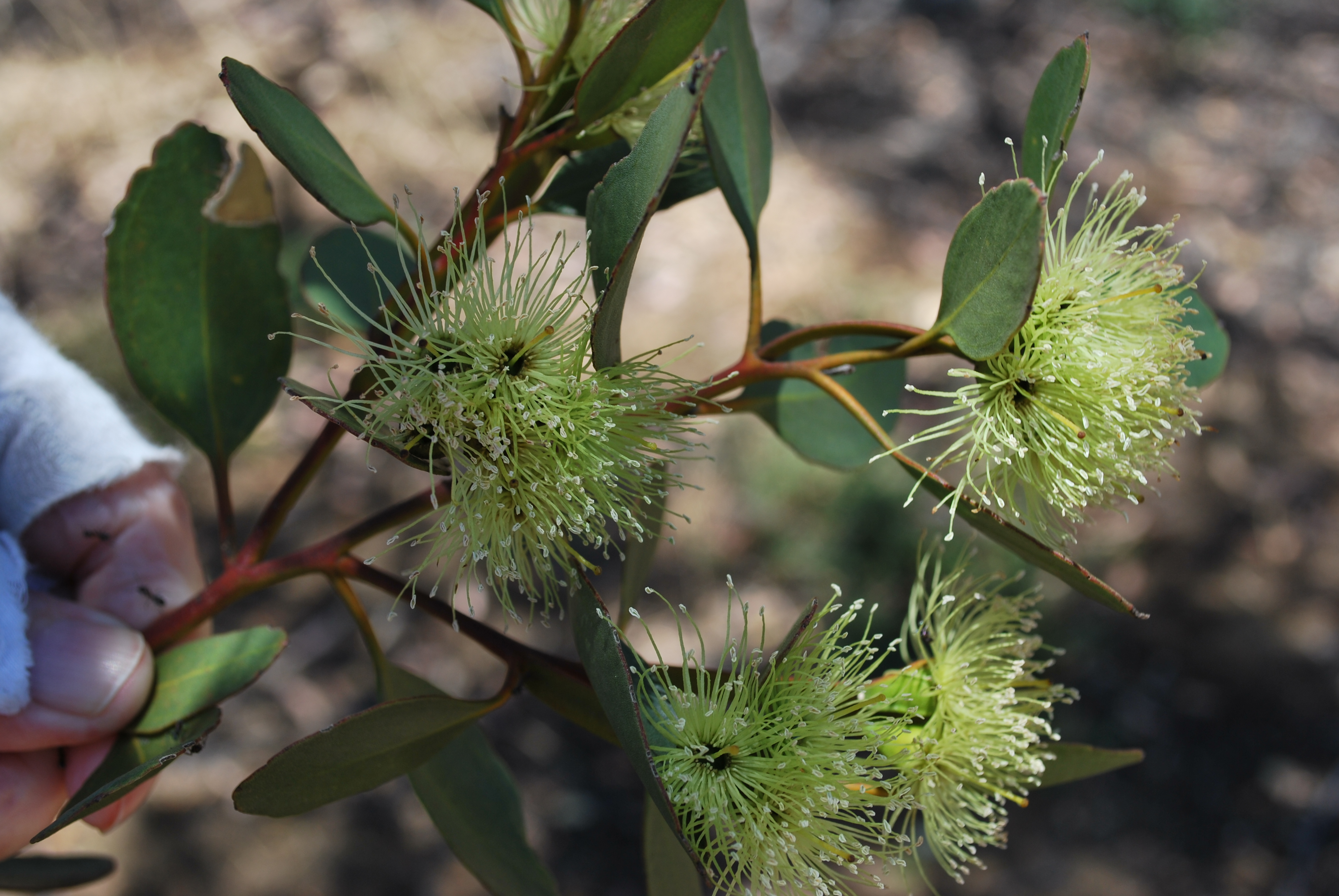